# Phlegetonia transversa
Phlegetonia transversa là một loài bướm đêm trong họ Noctuidae.